# Soba Franklin

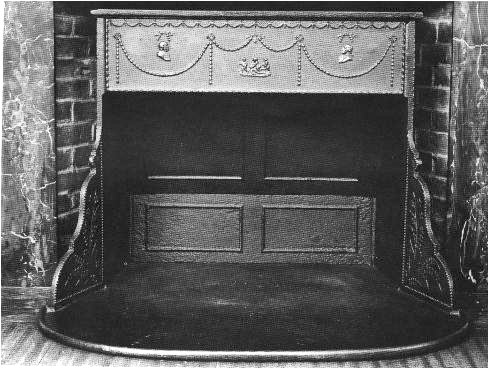
O sobă Franklin

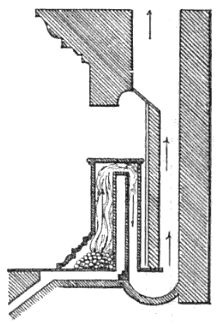
Schema unei sobe Franklin.

Soba Franklin  este un șemineu căptușit cu metal, numit după Benjamin Franklin, care a inventat-o în 1742. Avea un deflector gol în spate  (pentru a transfera mai multă căldură de la foc în aerul încăperii) și se baza pe un „sifon inversat”, pentru a atrage fumurile fierbinți ale focului în jurul deflectorului. Era destinată să producă mai multă căldură și mai puțin fum decât un șemineu deschis obișnuit, fiind cunoscută și sub numele de „sobă cu circulație” sau „șemineu din Pennsylvania”
După ce versiunea originală a fost îmbunătățită din punt de vedere tehnic de David Rittenhouse, soba Franklin a devenit populară.